# طهماسب كندي
طهماسب كندي (بالفارسية: طهماسب‌کندی) هي قرية تقع في قسم آواجيق الجنوبي الريفي (مقاطعة تشالدران) في إيران. يقدر عدد سكانها بـ 48 نسمة بحسب إحصاء 2016.